# 基內斯呂蒂
基內斯呂蒂是瑞士的城鎮，位於該國中西部，由伯恩州負責管轄，面積.74平方公里，九成土地是農業用地，海拔高度579米，2011年人口52，人口密度每平方公里70人。

## 外部連結
- https://web.archive.org/web/20041211091826/http://www.thun-west.ch/region/kienersrueti.htm (in German)